# Список высших органов государственного финансового контроля России
В списке перечислены высшие органы государственного финансового контроля, действовавшие в Российской империи, Российской республике, Союзе ССР и современной России.

## История развития
Таблица разделена на четыре колонки, где в первой размещается период существования; во второй — полное и сокращенное название органа; в третьей — кратко описывается способ образования органа а также его краткая история его ликвидации/преобразования/отстранения; в четверном — обзорные источники, из которого были взяты данные для первых трех колонок. В целом, текстовое изложение данного материала доступно в статьей Большой российской энциклопедии «Государственный контроль».
| Период существования | Наименование | Характер изменений | Ист.              |
| -------------------- | --- | --- | ----------------- |
| XVII—XVIII           | Высший орган контроля не сформирован. В части контроля действуют по отдельности: Приказ счётный, Ближняя канцелярия, Фискалитет, Ревизион-коллегия, Камер-коллегия и Штатс-контор-коллегия, Экспедиция государственных доходов, Генерал-прокурор В части финансов: Приказ Большой казны, Приказ Большого прихода, Новая четверть и т.д. | Высший орган контроля не сформирован. В части контроля действуют по отдельности: Приказ счётный, Ближняя канцелярия, Фискалитет, Ревизион-коллегия, Камер-коллегия и Штатс-контор-коллегия, Экспедиция государственных доходов, Генерал-прокурор В части финансов: Приказ Большой казны, Приказ Большого прихода, Новая четверть и т.д. | [ 1 ]             |
| 1780 — 1802          | Высший орган контроля не сформирован. В части контроля действуют по отдельности: Экспедиция о государственных доходах, Экспедиция для ревизии счетов В части финансов: исполняющий обязанности Государственного казначения генерал-прокурор                                                                                             | Высший орган контроля не сформирован. В части контроля действуют по отдельности: Экспедиция о государственных доходах, Экспедиция для ревизии счетов В части финансов: исполняющий обязанности Государственного казначения генерал-прокурор                                                                                             | [ 2 ]             |
| 1802 — 1811          | Высший орган контроля не сформирован. В дополнение к содержанию периода 1780-1802: в части финансов учреждается: Министерство финансов | Высший орган контроля не сформирован. В дополнение к содержанию периода 1780-1802: в части финансов учреждается: Министерство финансов | [ 3 ] [ 4 ]       |
| 1811 — 1836          | Главное управление ревизии государственных счетов | Образован императором Александром I. | [ 4 ] [ 5 ]       |
| 1811 — 1836          | Главное управление ревизии государственных счетов | … | [ 6 ] [ 7 ] [ 8 ] |
| 1836 — 1917          | Государственный контроль Российской империи (Госконтроль) | Преобразован и переименован Государственным советом с подачи Хитрово А. З. | [ 6 ] [ 8 ]       |
| 1836 — 1917          | Государственный контроль Российской империи (Госконтроль) | старые органы были отстранены |                   |
| 1917 — 1918          | «Первоначально функции Г. к. должна была исполнять спец. коллегия ВЦИК во главе с нар. комиссаром по гос. контролю» — БРЭЖ | «Первоначально функции Г. к. должна была исполнять спец. коллегия ВЦИК во главе с нар. комиссаром по гос. контролю» — БРЭЖ | [ 9 ]             |
| 1918 — 1918          | Центральная контрольная коллегия при ВЦИК | Образован декретом ВЦИК в при старом Госконтроле. | [ 10 ] [ 9 ]      |
| 1918 — 1918          | Центральная контрольная коллегия при ВЦИК | ... |                   |
| 1918 — 1920          | Наркомат государственного контроля РСФСР (НК ГК РСФСР) | Создан. | [ 10 ]            |
| 1918 — 1920          | Наркомат государственного контроля РСФСР (НК ГК РСФСР) | преобразовал НК ГК в НК РКИ | [ 9 ]             |
| 1920 — 1923          | Наркомат рабоче-крестьянской инспекции РСФСР (НК РКИ РСФСР, Рабкрин) | ВЦИК преобразовал НК ГК РСФСР: объединил общественный, государственный контроль. | [ 10 ]            |
| 1920 — 1923          | Наркомат рабоче-крестьянской инспекции РСФСР (НК РКИ РСФСР, Рабкрин) | ... |                   |
| 1923 — 1934          | Наркомат рабоче-крестьянской инспекции СССР (НК РКИ СССР/ЦКК — РКИ/) | Объединение НК РКИ РСФСР с Центральной контрольной комиссией РКГКб | [ 11 ]            |
| 1923 — 1934          | Наркомат рабоче-крестьянской инспекции СССР (НК РКИ СССР/ЦКК — РКИ/) | Ликвидирован Постановлением ЦИК и СНК СССР. | [ 12 ] [ 9 ]      |
| 1934 — 1940          | Комиссия советского контроля при СНК СССР и Комиссия партийного контроля при ЦК ВКП(б) (КСК при СНК СССР и партийного контроля при ЦК ВКП(б)) | Создается комиссии. Аппарат НК РКИ передан Комиссии советского контроля при СНК. | [ 9 ]             |
| 1934 — 1940          | Комиссия советского контроля при СНК СССР и Комиссия партийного контроля при ЦК ВКП(б) (КСК при СНК СССР и партийного контроля при ЦК ВКП(б)) | ликвидация Комиссии советского контроля и главного военного контроля — Указ Президиума ВС СССР |                   |
| 1940 — 1946          | Наркомат государственного контроля СССР (Наркомгоскон СССР) | Образован указом Президиума ВС СССР. | [ 9 ]             |
| 1940 — 1946          | Наркомат государственного контроля СССР (Наркомгоскон СССР) | V сессия Верховного Совета СССР приняла Закон народных комиссариатов — в министерства. Наркомат государственного контроля СССР был преобразован. |                   |
| 1946 — 1957          | Министерство государственного контроля СССР (Мингоскон СССР) | Наркомат преобразован в министерство. | [ 9 ]             |
| 1946 — 1957          | Министерство государственного контроля СССР (Мингоскон СССР) | Указом Президиума Верховного Совета СССР Министерство госконтроля СССР было упразднено. При этом союзно-республиканское министерство государственного контроля СССР было упразднено. |                   |
| 1957 — 1961          | Комиссия советского контроля при СМ СССР | Образован Президиумом Верховного Совета СССР. | [ 9 ]             |
| 1957 — 1961          | Комиссия советского контроля при СМ СССР | ... |                   |
| 1961 — 1962          | Комиссия государственного контроля при СМ СССР (союзно-республиканский орган) (Госконтроль СССР) | ... | [ 9 ]             |
| 1961 — 1962          | Комиссия государственного контроля при СМ СССР (союзно-республиканский орган) (Госконтроль СССР) | параллельно продолжал работать союзно-республиканский орган |                   |
| 1962 — 1965          | Комитет партийно-государственного контроля при ЦК КПСС и СМ СССР (общесоюзный орган) (КПГК при ЦК КПСС и СМ СССР) | совместным постановлением ЦК КПСС, Президиума Верховного Совета СССР и Совета Министров СССР был образован общесоюзный: | [ 9 ]             |
| 1962 — 1965          | Комитет партийно-государственного контроля при ЦК КПСС и СМ СССР (общесоюзный орган) (КПГК при ЦК КПСС и СМ СССР) | преобразование органов партийно-государственного контроля |                   |
| 1965 — 1979          | Комитет народного контроля при СМ СССР (КНК при СМ СССР) | ... | [ 9 ]             |
| 1965 — 1979          | Комитет народного контроля при СМ СССР (КНК при СМ СССР) | ... |                   |
| 1979 — 1991          | Комитет народного контроля при ВС и СМ СССР (КНК при ВС и СМ СССР) | Переход под двойное подчинение из-за принятия Конституции-1977 и закона СССР «О народном контроле» | [ 9 ]             |
| 1979 — 1991          | Комитет народного контроля при ВС и СМ СССР (КНК при ВС и СМ СССР) | ... |                   |
| 1991 — 1992          | Контрольная палата при ВС СССР (с мая по декабрь) (КП при ВС СССР) | Подписан закон № 2161-1 «О Контрольной палате СССР» Президентом СССР Горбачевым. | [ 9 ]             |
| 1991 — 1992          | Контрольная палата при ВС СССР (с мая по декабрь) (КП при ВС СССР) | Постановлением Президиума ВС РФ была упразднена в процессе ликвидации органов государственного управления СССР |                   |
| 1992 — 1994          | Контрольно-бюджетный комитет при Верховном Совете Российской Федерации | Образован Верховным Советом Российской Федерации. | [ 13 ] [ 14 ]     |
| 1992 — 1994          | Контрольно-бюджетный комитет при Верховном Совете Российской Федерации | Ликвидирован. |                   |
| 1995 — н. в.         | Счетная палата Российской Федерации (СП РФ) | Принят 4-ФЗ Государственной думой. | [ 9 ]             |
| 1995 — н. в.         | Счетная палата Российской Федерации (СП РФ) | — | —                 |

## Периодизация развития

### По дисс. работе Куприянова (2003)
В 2003 году в рамках диссертационной работы Куприяновым О. В. было предложено следующая периодизация этапов эволюции государственного надведомственного финансового контроля:
- до 1917 по 1921 г. — дореволюционный этап;
- с 1921 по 1991 гг. — советский этап;
- с 1991 г. по н. в. — постсоветский этап.

### По дисс. работе Хайруллаевой (2015)
В 2015 году в рамках диссертационной работы Хайруллаевой З. М. было установлено, что развитие финансово-правового института финансового контроля в России может быть разделено на 8 этапов:
- 1656 — 1795 гг., 1-й этап «Зарождение»;
- 1705 — 1892 гг., 2-й этап «Расширение полномочий»;
- 1892 — 1906 гг., 3-й этап «Законодательное закрепление»;
- 1906 — 1946 гг., 4-й этап «Формирование партийно-государственных органов»;
- 1946 — 1991 гг., 5-й этап «Деятельность социалистических органов»;
- 1991 — 1995 гг., 6-й этап «Переходный этап»;
- 1995 — 2013 гг., 7-й этап «Формирование правовых институтов предметного финансового контроля»;
- 2013 — н. в. гг., 8-й этап «Совершенствование механизма».

### По дисс. работе Совы (2017)
В 2003 году в рамках диссертационной работ Совой Н. И. была представлена периодизация государственного финансового контроля на основе однородных периодов эволюции законодательства о государственной контрольно-ревизионной деятельности в рамках XIX—XX вв.:
- 1802 — 1811 гг., учреждение Министерства финансов и закрепление за ним специфических контрольных полномочий;
- 1811 — 1836 гг., первая попытка унификации контрольно-ревизионной системы;
- 1837 — 1862 гг., создание специализированного органа, внутриведомственный контроль;
- 1862 — 1917 гг., развитие местных органов.